# Alois Mayr
Alois Mayr (* 6. März 1938 in Ahlen; † 25. August 2014 in Münster) war ein deutscher Geograph. Mayr lehrte von 1994 bis 2003 Regionale Geographie und Raumordnung am Institut für Geographie der Universität Leipzig und fungierte gleichzeitig als Direktor des außeruniversitären Instituts für Länderkunde. Zuvor war er ab 1977 Professor für Geographie und Regionalplanung an der Westfälischen Wilhelms-Universität Münster gewesen. Er war seit 1982 Mitglied der Geographischen Kommission für Westfalen, deren Vorsitzender er von 1983 bis 1996 war.
Mayr erhielt 2003 das Bundesverdienstkreuz am Bande und 2004 die Robert-Gradmann-Medaille der Deutschen Akademie für Landeskunde.

## Schriften (Auswahl)

### Monographien
- Ahlen in Westfalen: Siedlung und Bevölkerung einer industriellen Mittelstadt mit besonderer Berücksichtigung der innerstädtischen Gliederung (= Bochumer geographische Arbeiten. H. 3). Schöningh, Paderborn 1968 (Dissertation).
- Universität und Stadt: Ein stadt-, wirtschafts- und sozialgeographischer Vergleich alter und neuer Hochschulstandorte in der Bundesrepublik Deutschland  (= Münstersche geographische Arbeiten. H. 1). Schöningh, Paderborn 1979 (Habilitationsschrift).
- Mit Heinz Heineberg: Neue Einkaufszentren im Ruhrgebiet. Vergleichende Analysen der Planung. Ausstattung und Inanspruchnahme der 21 größten Shopping-Center  (= Münstersche geographische Arbeiten. H. 24). Schöningh, Paderborn 1986.

### Sonstiges
- Mit Peter Schöller: Topographische Karte 1 : 50 000 L 4508 Essen. (hg. vom Landesvermessungsamt Nordrhein-Westfalen, 3. Aufl. 1967), landeskundlich und didaktisch erläutert. In: Institut für Landeskunde in der Bundesforschungsanstalt für Landeskunde und Raumforschung (Hrsg.): Geographisch-landeskundliche Erläuterungen zur Topographischen Karte 1 : 50 000, 4. Lieferung, Bonn-Bad Godesberg, 1970, S. 15–32